# Wardy Alfaro
Wardy Alfaro Pizarro (ur. 31 grudnia 1977 w Alajueli) – kostarykański piłkarz występujący na pozycji bramkarza.